# Bierieznik
Bierieznik (ros. Березник) – osiedle typu miejskiego w północnej Rosji, na terenie obwodu archangielskiego, w rejonie winogradowskim.
Miejscowość liczy 6.487  mieszkańców (1 stycznia 2005 r.).